# Tsaatan
Gli Tsaatan sono un gruppo etnico di origine turca  e popolo nomade di antiche origini che vive nella provincia del Hôvsgôl, in Mongolia,  tra le conifere della taiga. La parola tsaatan significa in lingua mongola uomo-renna.
La sopravvivenza degli Tsaatan, infatti, dipende totalmente dall'allevamento delle renne: la loro carne ed il loro latte sono gli unici alimenti di tutto il popolo. La pelle delle renne, inoltre, è utilizzata per le calzature e per le tende (i čum) e le corna sono una preziosa merce di scambio.
La renna per i Tsaatan è sacra: quella più vecchia viene eletta spirito-guida della famiglia ed è ornata con nastri colorati.
Gli Tsaatan compiono anche sei migrazioni ogni anno ed il nuovo terreno dell'accampamento viene benedetto con latte di renna.
Attualmente gli Tsaatan sono rimasti solamente in 180.